# Petitmont
Petitmont est une commune française située dans le département de Meurthe-et-Moselle en région Grand Est. Ses habitants ont la particularité de s'appeler les Gueulottes.

## Géographie
Au Nord, s'étend une vaste plaine vers Cirey-sur-Vezouze et Blâmont. Vers le sud, se trouve un plateau austère au pied de la chaîne des Vosges avec des vallées de sapins.
Petimont est à 69 kilomètres du Sud-Est de Nancy, à 39 kilomètres de Lunéville et à 3 kilomètres de Cirey-sur-Vezouze. Le village est construit sur un mont qui a une altitude moyenne de 393 mètres.
Le sol de la commune est constitué de terres légères peu fertiles formées d'un sable mélangé de graviers sur le grès.
| Harbouey | Cirey-sur-Vezouze | Val-et-Châtillon |
| Parux    | Petitmont         |                  |
|          | Saint-Sauveur     |                  |

### Hydrographie
La commune est dans le bassin versant du Rhin au sein du bassin Rhin-Meuse. Elle est drainée par la Vezouze, le ruisseau de la Basse Hiery, le ruisseau de la Noire Basse, le ruisseau de la Vallée du Moyen Sapinot, le ruisseau de l'Étang Gresson, le ruisseau Heby et le ruisseau le Vacon,.
La Vezouze, d'une longueur de 75 km, prend sa source dans la commune de Saint-Sauveur et se jette  dans la Meurthe à Rehainviller, après avoir traversé 24 communes. 

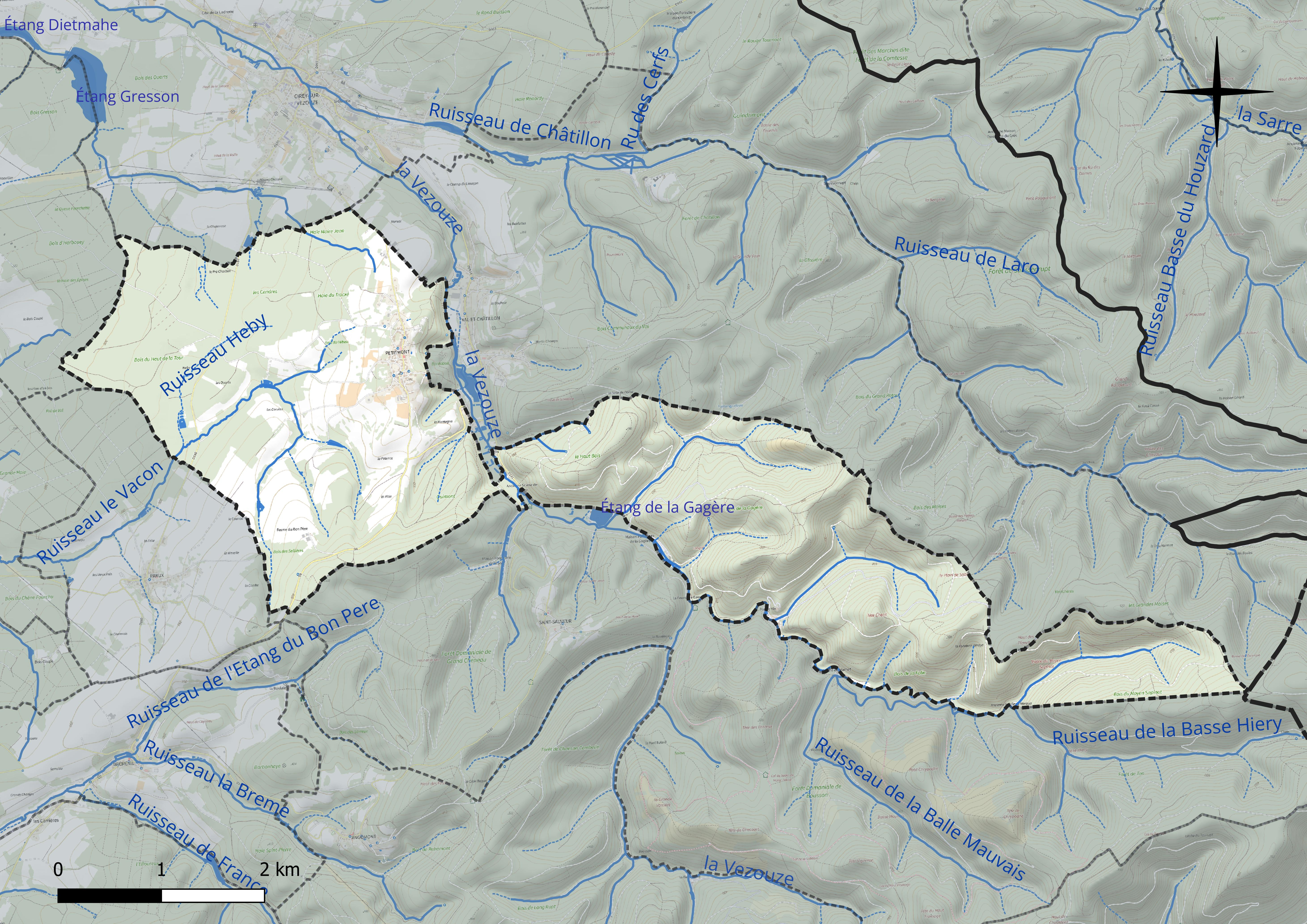
Réseau hydrographique de Petitmont.

### Climat
Pour des articles plus généraux, voir Climat du Grand Est et Climat de Meurthe-et-Moselle.
En 2010, le climat de la commune est de type climat de montagne, selon une étude du Centre national de la recherche scientifique s'appuyant sur une série de données couvrant la période 1971-2000. En 2020, Météo-France publie une typologie des climats de la France métropolitaine dans laquelle la commune est exposée à un climat semi-continental et est dans la région climatique  Vosges, caractérisée par une pluviométrie très élevée (1 500 à 2 000 mm/an) en toutes saisons et un hiver rude (moins de 1 °C). 
Pour la période 1971-2000, la température annuelle moyenne est de 9,6 °C, avec une amplitude thermique annuelle de 16,7 °C. Le cumul annuel moyen de précipitations est de 1 082 mm, avec 13,3 jours de précipitations en janvier et 10,4 jours en juillet. Pour la période 1991-2020, la température moyenne annuelle observée sur la station météorologique de Météo-France la plus proche, « Badonviller », sur la commune de Badonviller à 8 km à vol d'oiseau, est de 10,2 °C et le cumul annuel moyen de précipitations est de 1 066,3 mm. 
La température maximale relevée sur cette station est de 39,1 °C, atteinte le 4 août 2022 ; la température minimale est de −22 °C, atteinte le 14 janvier 1960,,. 
Les paramètres climatiques de la commune ont été estimés pour le milieu du siècle (2041-2070) selon différents scénarios d'émission de gaz à effet de serre à partir des nouvelles projections climatiques de référence DRIAS-2020. Ils sont consultables sur un site dédié publié par Météo-France en novembre 2022.

## Urbanisme

### Typologie
Au 1er janvier 2024, Petitmont est catégorisée commune rurale à habitat dispersé, selon la nouvelle grille communale de densité à sept niveaux définie par l'Insee en 2022.
Elle est située hors unité urbaine et hors attraction des villes,.

### Occupation des sols
L'occupation des sols de la commune, telle qu'elle ressort de la base de données européenne d’occupation biophysique des sols Corine Land Cover (CLC), est marquée par l'importance des forêts et milieux semi-naturels (83 % en 2018), une proportion sensiblement équivalente à celle de 1990 (83,5 %). La répartition détaillée en 2018 est la suivante : forêts (78,5 %), zones agricoles hétérogènes (12 %), milieux à végétation arbustive et/ou herbacée (4,5 %), prairies (3,1 %), zones urbanisées (1,9 %). L'évolution de l’occupation des sols de la commune et de ses infrastructures peut être observée sur les différentes représentations cartographiques du territoire : la carte de Cassini (XVIIIe siècle), la carte d'état-major (1820-1866) et les cartes ou photos aériennes de l'IGN pour la période actuelle (1950 à aujourd'hui).

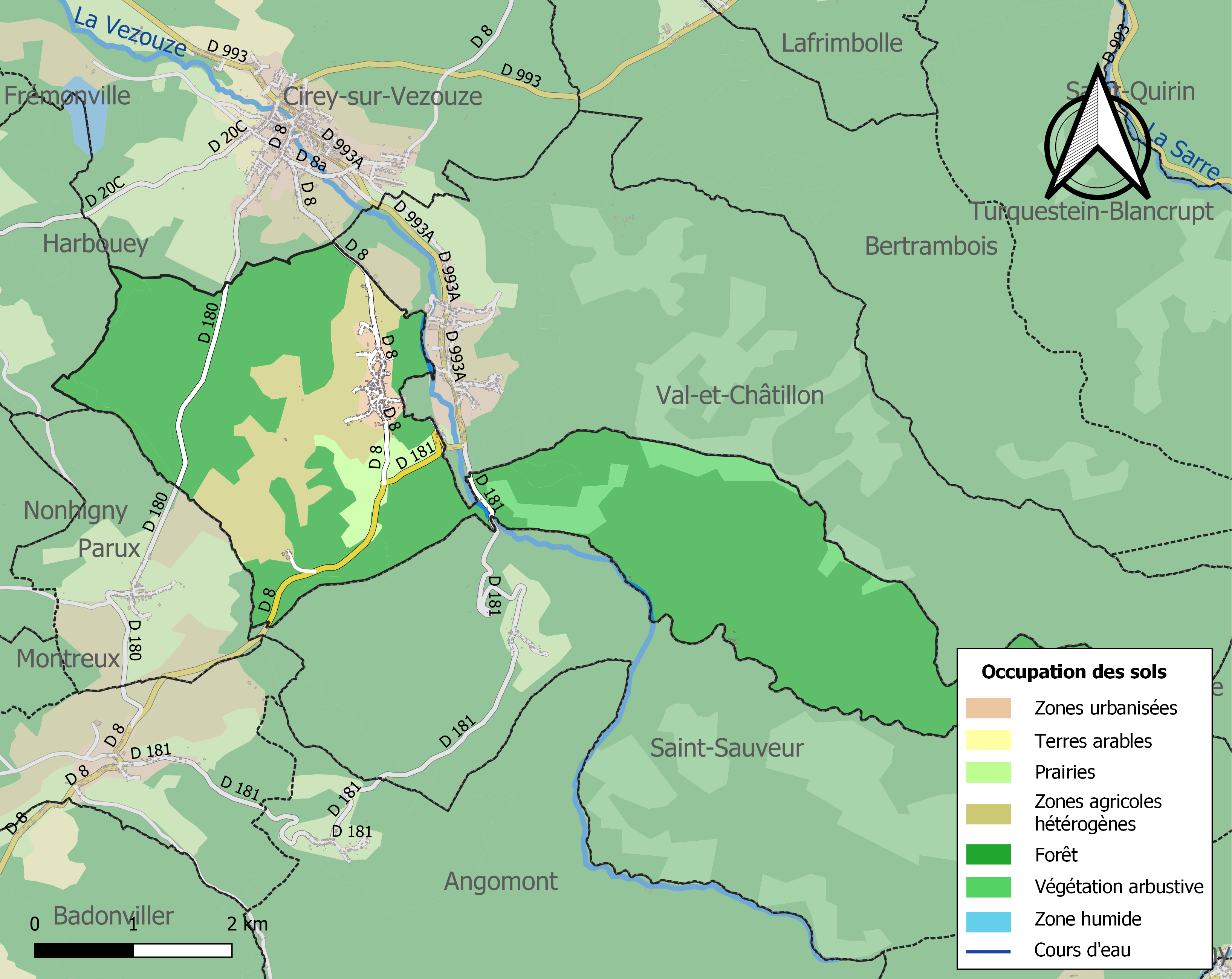
Carte des infrastructures et de l'occupation des sols de la commune en 2018 (CLC).

## Toponymie

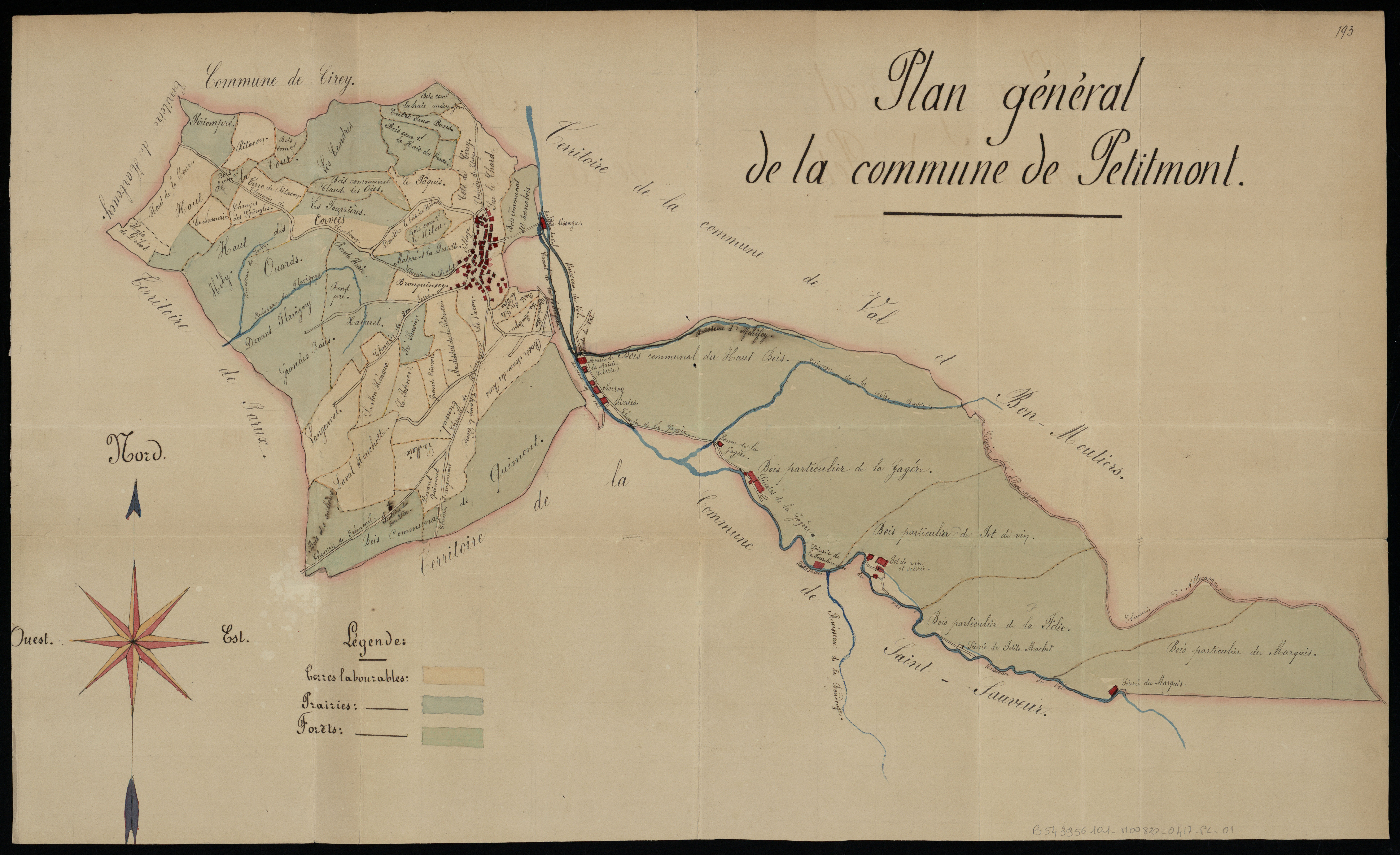
Lieux-dits de la commune en 1888.

De l'adjectif de l'oïl petit et mont, paraît à peine discutable. Cependant, malgré l’apparence acceptable de l’origine adjectivale, il reste une possibilité que le premier élément ne soit point le français petit, mais le germanique biti, comme c’est le cas pour Petit-Croix (Territoire de Belfort), autrefois Bitticroft.

La monographie de la commune donne les lieux-dits et la répartition des terres labourables, prairies et forêts en 1888.

## Histoire
Avant 1734, Petitmont fait partie de la communauté religieuses de Val-et-Châtillon située à 1 kilomètre. Les habitants obtiennent alors de l'Altesse Royale de Lorraine, par l'intervention  de monseigneur Bégon, évêque de Toul, un décret par lequel ils sont autorisés de construire une église paroissiale dans le village, ce qui les séparent définitivement de la paroisse de Val-de-Bon-Moutier.
La localité a subi des dommages durant la Première Guerre mondiale durant la bataille de Morhange, en août 1914. Le 121e régiment d'infanterie a perdu 53 hommes sur le territoire de la commune, ainsi que le rappelle la plaque commémorative apposée au monument aux morts.
La 2e division blindée libère Petimont le 18 novembre 1944.

## Politique et administration

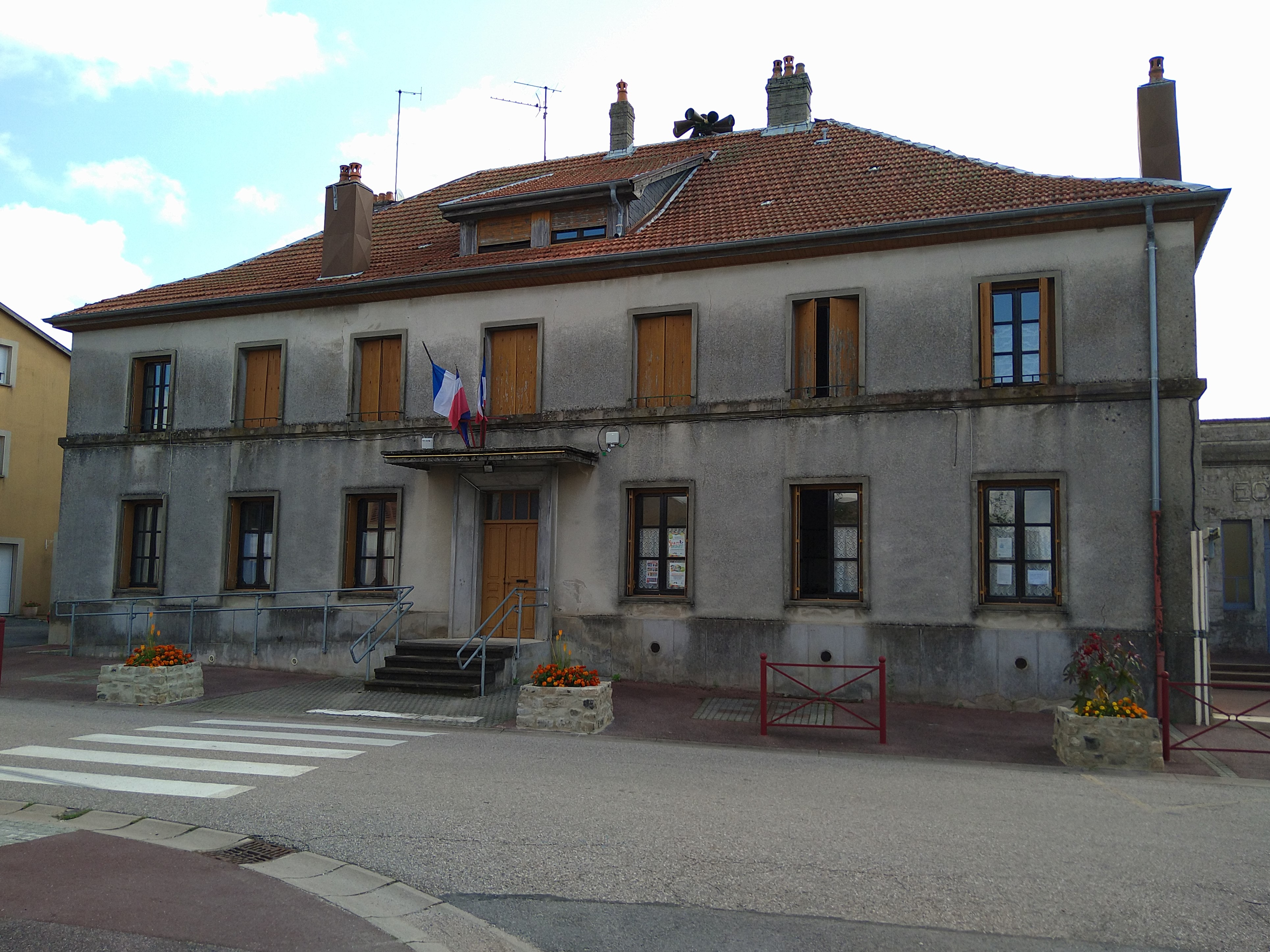
Mairie de Petitmont.

| Période                                  | Période      | Identité           | Étiquette | Qualité                                                   |
| ---------------------------------------- | ------------ | ------------------ | --------- | --------------------------------------------------------- |
| Les données manquantes sont à compléter. |              |                    |           |                                                           |
| Avril 1972                               | mars 2008    | Bernard Freismuth  |           |                                                           |
| mars 2008                                | 2014         | Jean Pierre Hachon |           |                                                           |
| mars 2014                                | juillet 2020 | Hélène Fricot      |           | Employée (secteur privé)                                  |
| juillet 2020                             | En cours     | Fabrice Poirette,  |           | Employé civil ou agent de service de la fonction publique |

## Population et société

### Démographie
L'évolution du nombre d'habitants est connue à travers les recensements de la population effectués dans la commune depuis 1793. Pour les communes de moins de 10 000 habitants, une enquête de recensement portant sur toute la population est réalisée tous les cinq ans, les populations de référence des années intermédiaires étant quant à elles estimées par interpolation ou extrapolation. Pour la commune, le premier recensement exhaustif entrant dans le cadre du nouveau dispositif a été réalisé en 2008.

En 2022, la commune comptait 307 habitants, en évolution de −4,66 % par rapport à 2016 (Meurthe-et-Moselle : −0,13 %, France hors Mayotte : +2,11 %).
| 1793 | 1800 | 1806 | 1821 | 1831 | 1836 | 1841 | 1846 | 1851 |
| ---- | ---- | ---- | ---- | ---- | ---- | ---- | ---- | ---- |
| 522  | 554  | 596  | 755  | 789  | 910  | 907  | 916  | 893  |

| 1856 | 1861 | 1872 | 1876 | 1881 | 1886 | 1891 | 1896 | 1901 |
| ---- | ---- | ---- | ---- | ---- | ---- | ---- | ---- | ---- |
| 892  | 955  | 904  | 920  | 853  | 849  | 870  | 840  | 754  |

| 1906 | 1911 | 1921 | 1926 | 1931 | 1936 | 1946 | 1954 | 1962 |
| ---- | ---- | ---- | ---- | ---- | ---- | ---- | ---- | ---- |
| 785  | 804  | 552  | 754  | 745  | 703  | 621  | 648  | 654  |

| 1968 | 1975 | 1982 | 1990 | 1999 | 2006 | 2008 | 2013 | 2018 |
| ---- | ---- | ---- | ---- | ---- | ---- | ---- | ---- | ---- |
| 575  | 457  | 394  | 370  | 358  | 365  | 367  | 339  | 319  |

| 2022 | - | - | - | - | - | - | - | - |
| ---- | - | - | - | - | - | - | - | - |
| 307  | - | - | - | - | - | - | - | - |

## Économie
En 1710, des galeries souterraines sont creusés dans la forêt à la recherche de minerai de fer. Sans résultat, le projet est abandonné.
En 2015, le tissu économique de la commune de Petitmont est notamment composé de 25 entreprises de 1 à 9 salariés. Ce sont essentiellement des entreprises du secteur agricole (40 %), sélection Bovine, sylviculture et autres activités forestières.

## Culture locale et patrimoine

### Lieux et monuments
- Église Saint-Pierre reconstruite après 1918[26].
- Monument en hommage à la 2e division blindée pour la libération de Petimont le 18 novembre 1944 reprenant la phrase du général de Gaulle "Enfants de France, rêvez d'être un jour des Leclerc, apprenez ce que vaut une libre volonté française".
- Oratoire au Bon Père Fourier, protégeant une source[26], érigé en 1868 par E. Jacquot curé, E. Thomassin maire et François Demange artiste avec la dédicace : "Au Bon Père Fourier, les habitants de Petitmont reconnaissants" et la mention : "Arrête-toi voyageur et viens honorer ici un saint prêtre et un grand citoyen"[27].

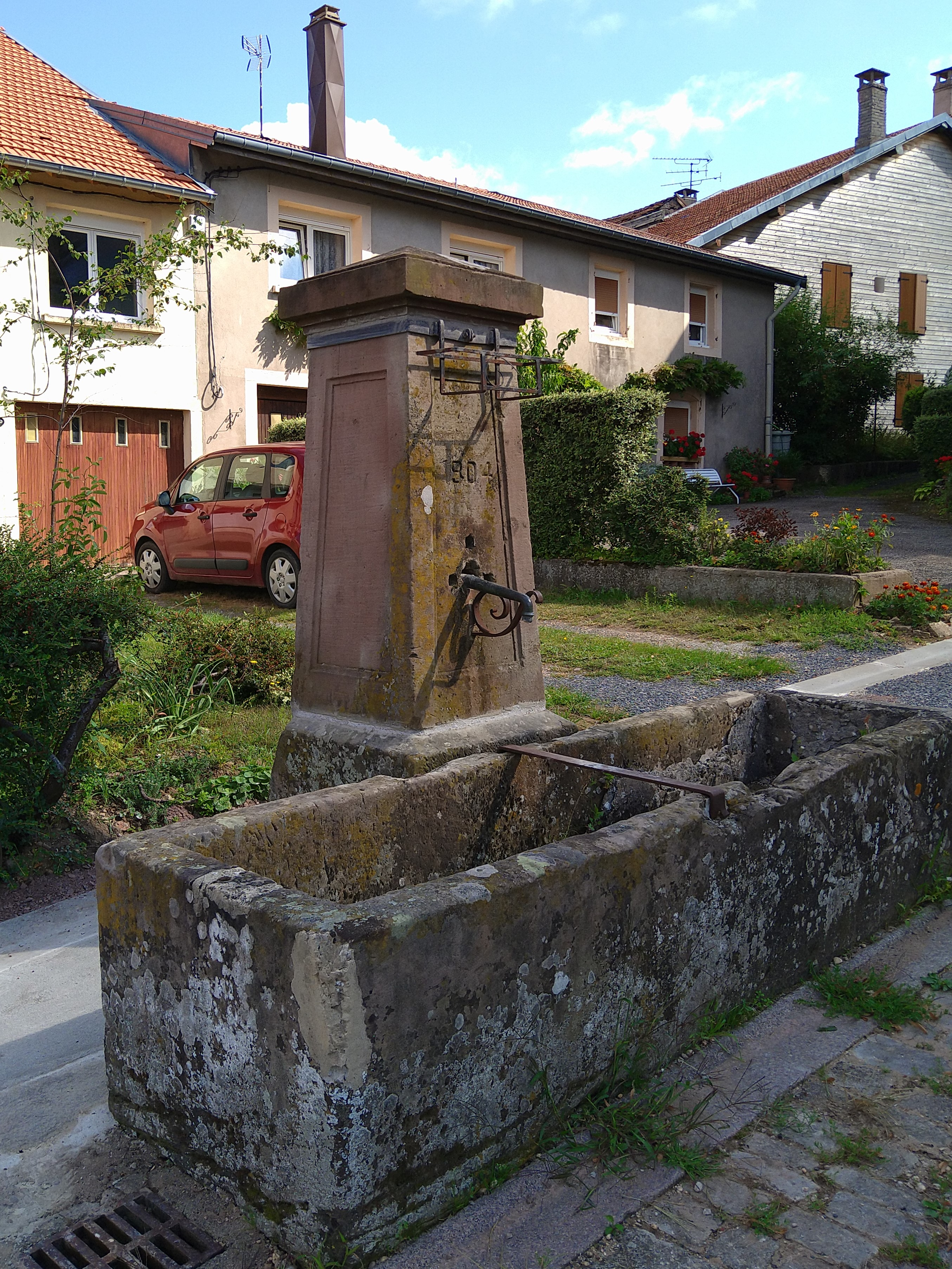
Fontaine (1904).
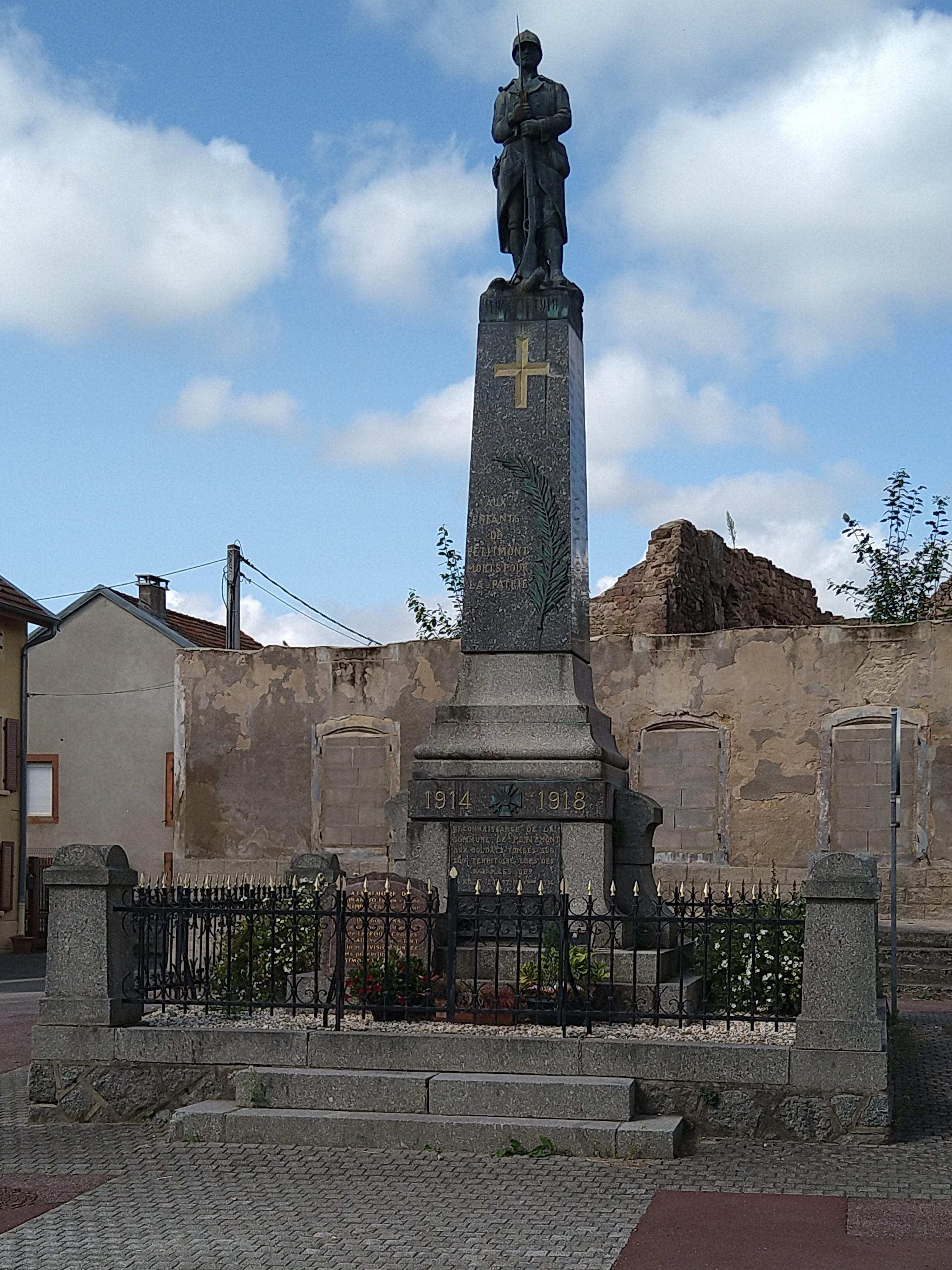
Monument aux morts.
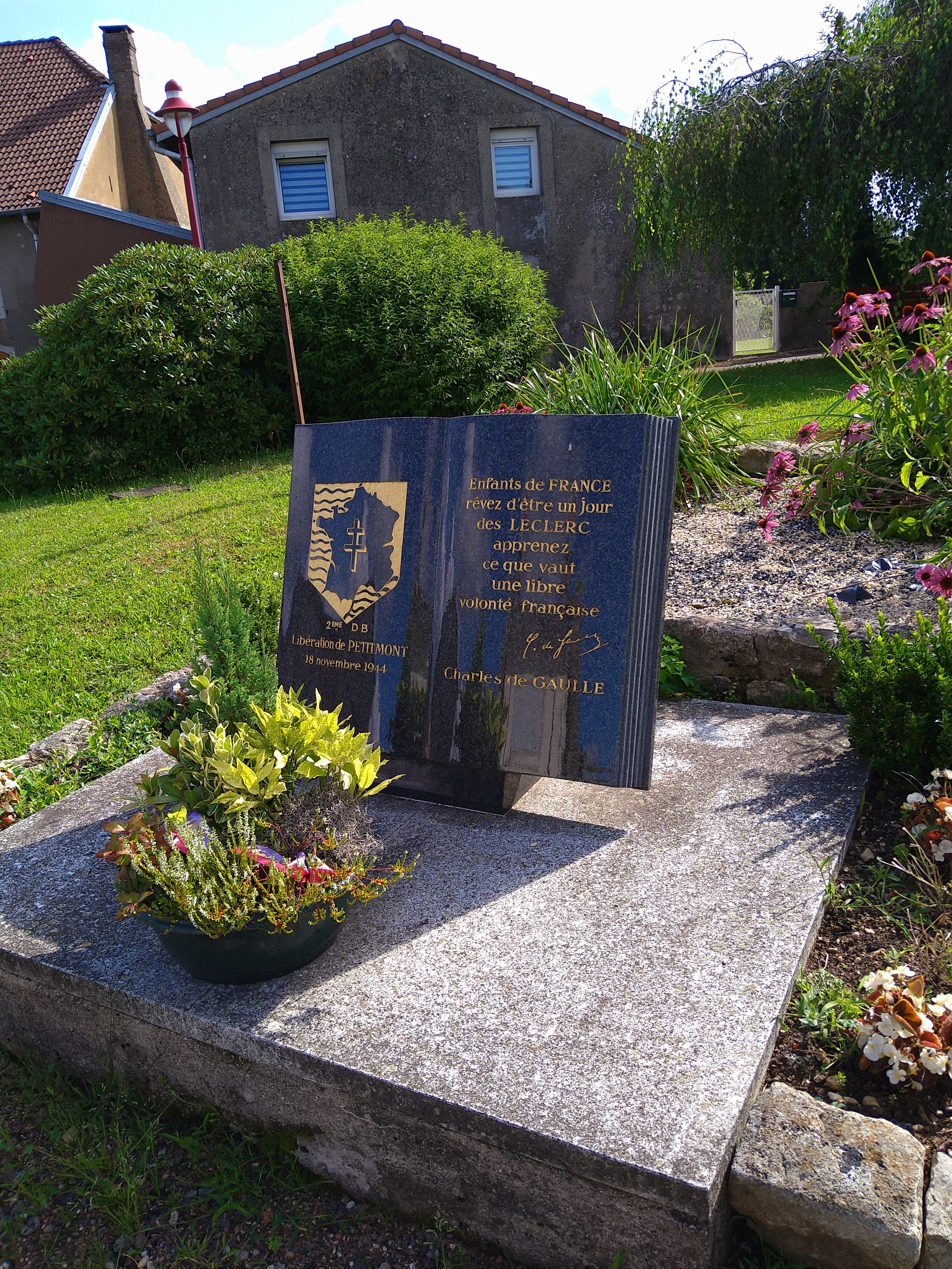
Monument 2ème DB.
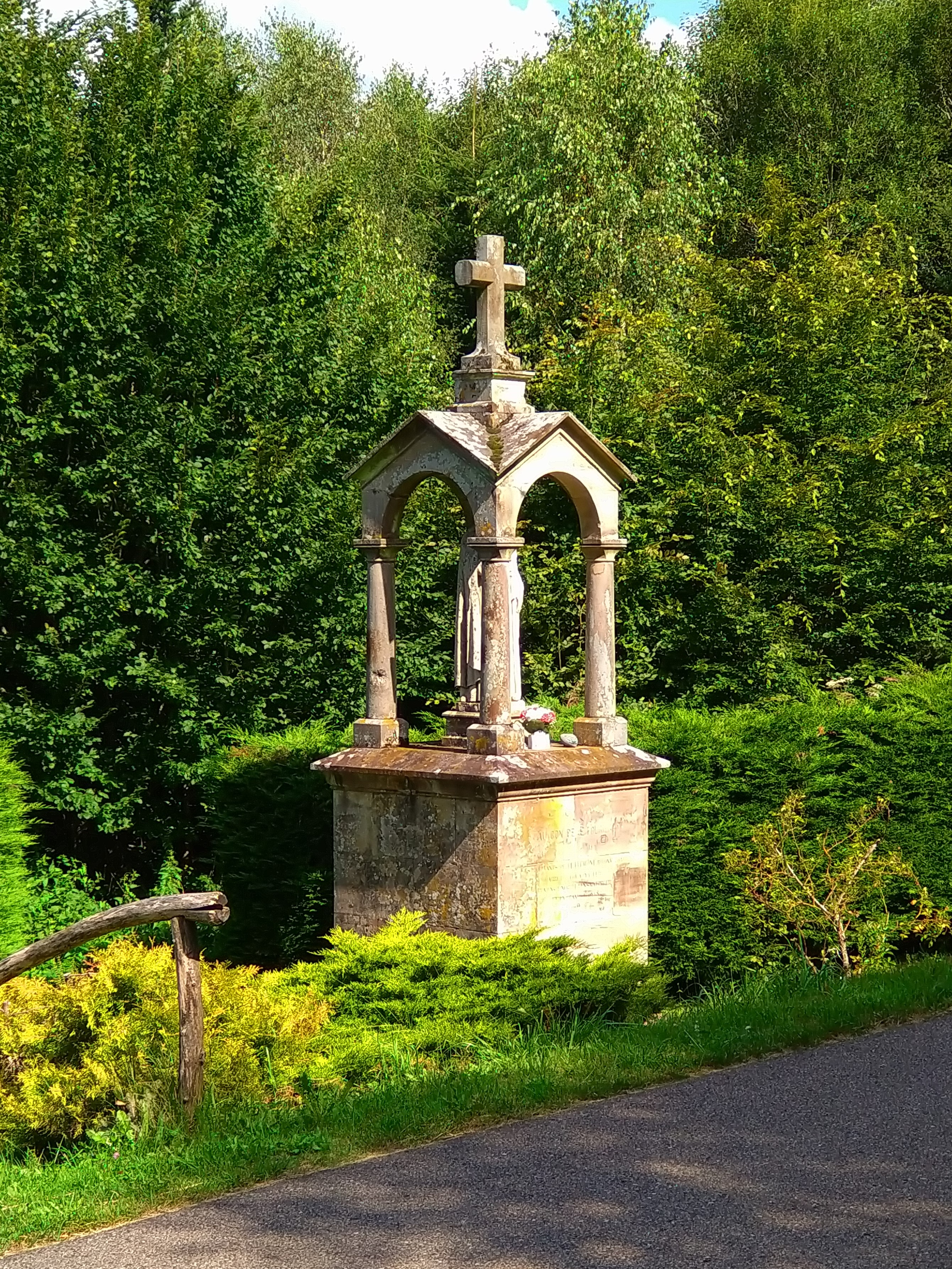
Oratoire au Bon Père.

.

### Petitmont dans les arts
- 1970 : La Demande en mariage de Jean L'Hôte
- 1971 : Le Prussien de Jean L'Hôte

### Personnalités liées à la commune
- Saint Pierre Fourier fut de passage à Petitmont. En 1744, deux ossements de Pierre Fourier, exposés sur l'autel, furent donnés au curé Epvrard, premier prêtre à officier à Petitmont[26].

### Héraldique, logotype et devise
| Blason de Petitmont | Blason  | De gueules aux deux saumons adossés d'argent accompagnés en chef et aux flancs de trois croisettes recroisetées au pied fiché du même et, en pointe d'un mont de trois coupeaux mouvant de la pointe aussi d'argent. |
| Blason de Petitmont | Détails | Le statut officiel du blason reste à déterminer. |